# L'arbore di Diana
L'arbore de Diana (título original en italiano; en español, El árbol de Diana) es una ópera bufa en dos actos con música de Vicente Martín y Soler y libreto en italiano de Lorenzo da Ponte, que lo desarrolló al tiempo que trabajaba con Mozart en Don Giovanni.

## Historia
Se estrenó el 1 de octubre de 1787 para la boda de la sobrina de José II, la archiduquesa María Teresa con el príncipe Anton Clemens de Sajonia. La obra fue un éxito enorme en su día, con 65 a 70 representaciones en el Burgtheater de Viena entre 1787 y 1792, pero el repertorio de las óperas de Martín ha caído desde entonces en el olvido. 
Esta ópera rara vez se representa en la actualidad; en las estadísticas de Operabase aparece con sólo 4 representaciones en el período 2005-2010. Entre ellas la representación durante la temporada 2007 / 2008 en el Teatro de Bielefeld en Renania del Norte Westfalia, Alemania, o las representaciones en suelo español: en el Palau de les Arts Reina Sofía de Valencia (2008) o en el Gran Teatro del Liceo en 2009.
En 2011, la compañía argentina Lírica Lado B presentó en el marco del evento "Bienvenido Martin y Soler a la Argentina" el estreno en el país de L'arbore di Diana y La festa in villaggio.-

## Personajes
| Personaje                      | Tesitura     | Reparto del estreno 1 de octubre de 1787 |
| ------------------------------ | ------------ | ---------------------------------------- |
| Amore, dios del amor.          | soprano      | Luisa Laschi-Mombelli                    |
| Diana, diosa de la naturaleza. | soprano      | Anna Bosello-Marichelli                  |
| Doristo, un pastor.            | bajo         | Stefano Mandini                          |
| Endimione, un pastor.          | tenor        | Vincenzo Calvesi                         |
| Silvio, un pastor.             | bajo         | Nicolò del Sole                          |
| Britomarte, una ninfa.         | soprano      |                                          |
| Chloe, una ninfa.              | contralto    |                                          |
| Clizia, una ninfa.             | mezzosoprano |                                          |

## Argumento
Las referencias mitológicas de la ópera son fundamentales para comprender el libreto de Da Ponte. Diana, la protagonista, equivalente en el mundo romano de la Artemisa griega, hermana gemela de Apolo, es la diosa de la caza, de los bosques y, como se subraya en esta opera, de la castidad. Existe no obstante una leyenda muy extendida, que dice que se enamoró del pastor Endimión. En el nacimiento de este amor se basa esta pieza, que es un canto a la libertad sexual y a las bondades del amor libre frente al conservadurismo popular y la mojigatería.
La obra es una comedia erótica, siendo calificado el libreto por el mismo autor como «voluptuoso sin ser lascivo».